# Liste der Kardinalskreierungen Eugens III.
Papst Eugen III. hat im Verlauf seines Pontifikates (1145–1153) in neun Konsistorien die Kreierung von 17 Kardinälen vorgenommen.

## Konsistorien

### 9. März 1145
- Pietro – Kardinaldiakon von Santa Maria in Via Lata, † nach 1148
- Gerard aus Namur[2] – Kardinaldiakon der Heiligen Römischen Kirche, dann (19. Dezember 1152) Kardinaldiakon von S. Maria in Via Lata, † nach 21. Juli 1155
- Bernardus, Augustiner-Chorherren – Kardinaldiakon[3], dann (21. Dezember 1145) Kardinalpriester von San Clemente, endlich (19. Dezember 1158) Kardinalbischof von Porto e Santa Rufina, † 18. August 1176[4]

### 21. September 1145
- Guido Cremensis – Kardinaldiakon von Santa Maria in Portico, dann (14. März 1158) Kardinalpriester von Santa Maria in Trastevere und ab 22. April 1164 Gegenpapst Paschalis III. † 20. September 1168

### 25. Februar 1149
- Grecus – Kardinaldiakon von Santi Sergio e Bacco, † 30. August 1149

### 16. Dezember 1149
- Nicholas Breakspear, Augustiner-Chorherren – Kardinalbischof von Albano, dann (4. Dezember 1154) Papst Hadrian IV., † 1. September 1159

### 22. September 1150
- Rolando Bandinelli – Kardinaldiakon von Santi Cosma e Damiano, dann (2. März 1151) Kardinalpriester von San Marco, endlich (7. September 1159) Papst Alexander III., † 30. August 1181
- Giovanni Gaderisio, Augustiner-Chorherren – Kardinaldiakon von Santi Sergio e Bacco, dann (14. März 1158) Kardinalpriester von Santa Anastasia, † 1183

### 2. März 1151
- Gerardo – Kardinalpriester von San Stefano in Monte Celio, † nach 26. Juni 1158
- Cencio de Gregorio[5] – Kardinaldiakon von Santa Maria in Aquiro, dann (21. Februar 1152) Kardinalpriester von San Lorenzo in Lucina und endlich (April 1154) Kardinalbischof von Porto-Santa Rufina, † vor 19. Dezember 1158

### 21. Dezember 1151
- Hugo, Zisterzienser, Abt des Klosters Trois-Fontaines – Kardinalbischof von Ostia und Velletri, † 1. Dezember 1158[6]

### 21. Februar 1152
- Enrico Pisano, Zisterzienser[7] – Kardinalpriester von Santi Nereo ed Achilleo, † nach 4. Mai 1166
- Giovanni da Sutri – Kardinalpriester von Santi Giovanni e Paolo, † vor 4. Januar 1181
- Oddo de Cabuano – Kardinaldiakon der Heiligen Römischen Kirche[8], dann (19. Dezember 1152) Kardinaldiakon von San Nicola in Carcere, † vor 7. März 1175

### 23. Mai 1152
Unterschiedliche Daten.
- Giovanni Morrone – Kardinalpriester von Santi Silvestro e Martino, † nach April 1164 (ca. 1167/68?)
- Ildebrando Grassi, Augustiner-Chorherren – Kardinaldiakon der Heiligen Römischen Kirche[10], dann (19. Dezember 1152) Kardinaldiakon von San Eustachio, endlich (21. Dezember 1156) Kardinalpriester von Santi XII Apostoli, † 8. November 1178
- Bernard de Rennes, Zisterzienser – Kardinaldiakon der Heiligen Römischen Kirche[11], dann (19. Dezember 1152) Kardinaldiakon von SS. Cosma e Damiano, † 1. Mai 1154